# Église Saint-Martin d'Arlon
Pour les articles homonymes, voir Église Saint-Martin et Saint-Martin.
L’église Saint-Martin à Arlon (Belgique) est une des trois principales églises de la ville. Construite de 1907 à 1914, d'après les plans de l'architecte Édouard Van Gheluwe (1854-1906) et, après la mort de ce dernier, par l'architecte Modeste de Noyette (1848-1923), elle est de style néogothique belge du mouvement des Écoles Saint-Luc. 
Tout comme l'Église Saints-Pierre-et-Paul d'Ostende, l'église Saint-Martin d'Arlon a été érigée sous l'impulsion du roi Léopold II comme une grande borne monumentale à l'une des extrémités géographiques de la Belgique. Cette version est cependant contestée par les historiens d'Arlon, spécifiquement Jean-Marie Triffaux, dont les recherches n'ont jamais apporté la preuve de l'expression de Léopold II de voir son pays doté de ces deux églises. 
Depuis 2002, l’église est classée au Patrimoine majeur de Wallonie. L’ensemble, à l’exception de l’orgue, est également classé au Patrimoine exceptionnel de la Région wallonne. La restauration complète de l'église, entreprise en 2012 et toujours en cours en 2024, inclut notamment le renouvellement de la flèche de la croisée. 
Avec sa tour de 97 mètres de hauteur, c'est le bâtiment ecclésiastique le plus haut en Wallonie et est dans le top dix des tours d'église les plus hautes en Belgique. 

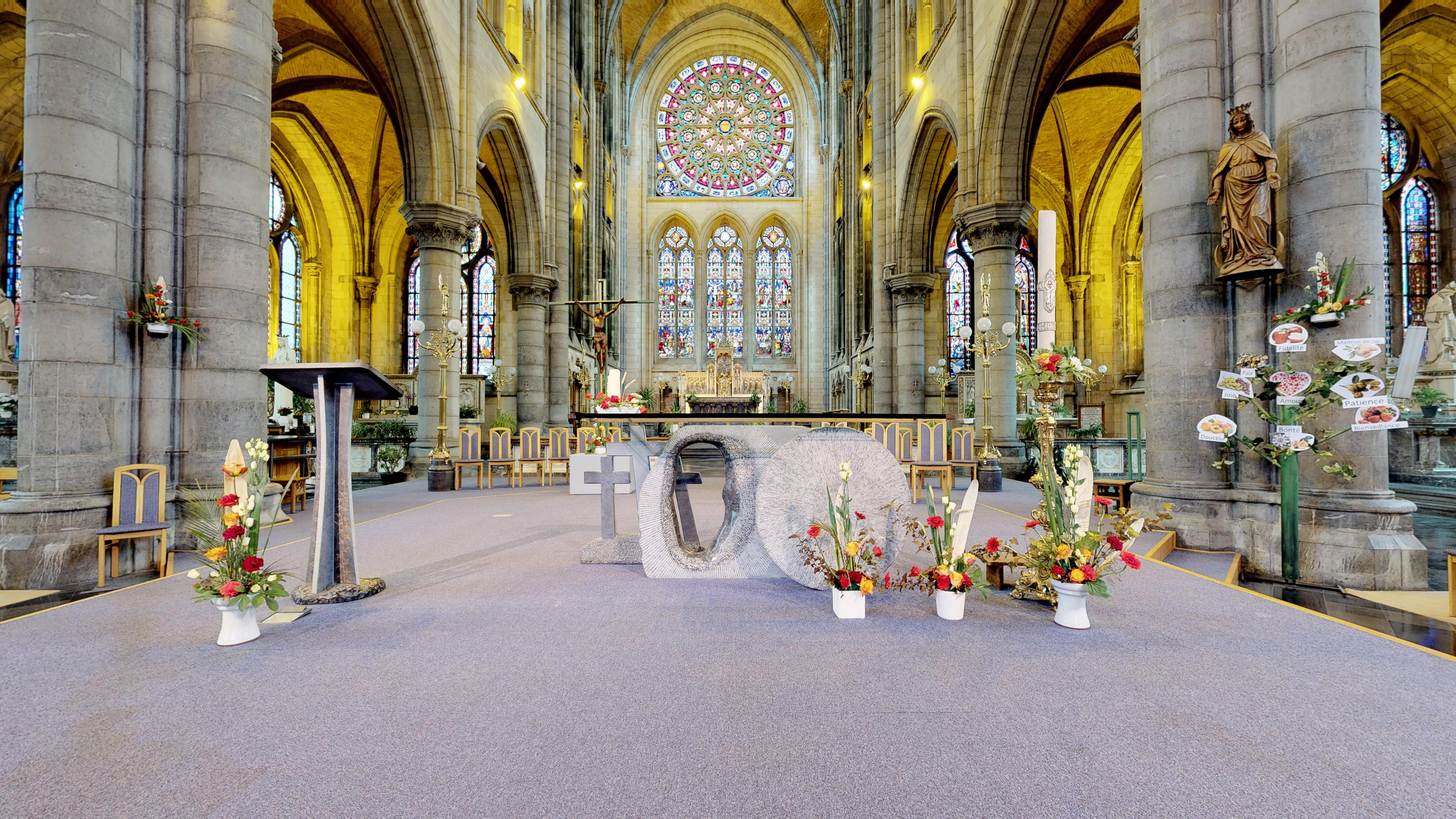
L’intérieur.

C’est un lieu de culte important de la commune. Le doyen actuel est l'abbé Pascal Roger depuis septembre 2020.[réf. souhaitée]